# Симигиновський Семен
Симигиновський Семен (роки народження і смерті невідомі) — український золотар другої половини 18 ст. Жив і працював у Києві.
Уперше згадується в 1762 році, коли складав посмертний опис майна відомого київського золотаря Івана Равича. У 1767 році уклав контракт на виконання золотарських робіт для Києво-Печерської лаври.
Семен Симигиновський більшість своїх виробів не підписував, а ставив тавро з ініціалами, що на сьогодні утруднює ідентифікацію його робіт, оскільки тавро з літерами «С. С.» використовували також майстри С. Сурьян, Самсон Стрельбицький, С. Синявський, С. Скрипчинський та інші. Єдина відома підписна праця Семигиновського — срібна шата (Київ, 1780, Національний музей історії України) на ікону святого Івана Богослова з церкви Івано-Богословського жіночого монастиря. З його робіт відомі також підстава карбованого хреста, дві гробниці — для Ближніх печер Києво-Печерської лаври (триповерхова) і Києво-Подільської церкви Св. Миколи Доброго (двоповерхова), ґравірований келих, два карбовані келихи, чарки-ковпаки з гербами.

## Династія
Семен Симигиновський заснував династію київських золотарів: його син Федір Семенович продовжив батьківську традицію. Макар Федорович, внук Семена Симигиновського, також був золотих справ майстром. Збереглося подане ним письмове прохання 1855 року про звільнення його, як людини похилого віку, від податків.